# Взаимоотношения Временного правительства России и Украинской центральной рады
Вопрос об отношениях Временного правительства и Центральной рады принадлежит к числу наименее исследованных тем как в российской, так и в украинской историографии. В советское время этому вопросу не уделялось достаточного внимания, так как его рассмотрение выбивалось из присущей советской историографии схемы описания событий 1917 года как борьбы почти исключительно между Советами и Временным правительством. Причём такой подход был характерен и для западных советологов. Аспект национальной борьбы на окраинах бывшей Российской империи, происходившей в период после победы Февральской революции, многими авторами игнорировался. Историческое развитие отношений Временного правительства и Центральной рады рассматривалось только в идеологически тенденциозной статье В. Манилова «Из истории взаимоотношений Центральной Рады с Временным правительством», опубликованной в нескольких номерах журнала «Летопись революции» за 1927—1928 годы.
Если Центральная рада в своих требованиях к центральной российской власти планомерно и последовательно шла к заявленной цели — национально-территориальной автономии Украины (которая рассматривалась лишь как тактическая уловка, первая стадия в достижении главной цели — полного суверенитета) в составе федералистской России, то Временное правительство, стоявшее на принципе неделимости российского государства и стремящееся сохранить его целостность до созыва Учредительного собрания, так и не смогло выработать чёткого отношения к требованиям Центральной рады, которую было склонно рассматривать лишь как общественную организацию, но не как полномочный орган управления краем, при этом оно собственным бездействием или поощрительными распоряжениями подтверждало притязания Рады на такое управление, добавляя последней признаки легитимности. Временное правительство в отношении вопроса украинской автономии заняло позицию выжидания, непредрешения, что не способствовало разрешению противоречий, требующих незамедлительных действий.
Начав взаимные отношения в марте 1917 года с благостных заявлений о взаимопонимании и готовности к диалогу, отношения между центральным правительством и Украинской центральной радой, пройдя через ряд сближений и охлождений, закончились в октябре 1917 года полным разрывом, когда после большевистского восстания против Временного правительства Рада не поддержала последнее и его структуры на Украине, заняв нейтральную или даже враждебную к ним позицию, пойдя на сотрудничество с Советами.

## Появление Центральной рады. Формулирование требований украинской стороны к центральной власти
3—5 (16—18) марта на территории всей Украины были ликвидированы органы царской администрации, исполнительная власть перешла к назначенным Временным правительством губернским и уездным комиссарам. Как и на остальной территории бывшей Российской империи, здесь начали формироваться Советы рабочих и солдатских депутатов как представительные органы революционно-демократических сил. В отличие от Петрограда, где с первых дней революции оформилось и утвердилось двоевластие (Временное правительство и Петросовет), в Киеве на арену политической жизни вышла и третья сила — Центральная рада. Инициаторами её создания стали умеренные либералы из Товарищества украинских прогрессистов совместно с социал-демократами во главе с Владимиром Винниченко (через несколько недель к деятельности Центральной рады подключились также украинские эсеры). Среди её членов отсутствовало единство мнений относительно будущего статуса Украины. Сторонники самостоятельности (самостийники) во главе с Н. Михновским выступали за немедленное провозглашение независимости. Автономисты (В. Винниченко, Д. Дорошенко и их сторонники из Товарищества украинских прогрессистов) видели Украину автономной республикой в федерации с Россией. Если в первоначальном составе Рады (всего 98 человек) сторонники умеренных притязаний и радикалы делились примерно поровну, то уже к началу апреля, когда произошло первое увеличение числа членов (до 122 человек), радикалы стали преобладать, а после пополнения состава, произошедшего 8 августа 1917 года (к этому моменту число членов Рады насчитывало 656 человек), украинские радикалы получили в Раде абсолютное большинство. Та же картина наблюдалась и в Малой раде.
В своей приветственной телеграмме на имя главы Временного правительства князя Львова и министра юстиции Керенского от 4 (17) марта и в «Обращении к украинскому народу» 9 (22) марта Центральная рада заявила о поддержке Временного правительства. В приветственной телеграмме, в частности, выражалась благодарность за заботу о национальных интересах украинцев и надежда на то, что «недалеко уже время полного осуществления наших давнишних стремлений к свободной федерации свободных народов».
14 (27) марта деятельность УЦР возглавил Михаил Грушевский, вернувшийся в Киев из ссылки. Именно прибытие в Киев Грушевского называется в качестве одного из факторов усиления сепаратистских настроений Центральной рады.
Временное правительство как высший орган власти обновлённой демократической России было представлено в Киеве губернским комиссариатом. Что касается Центральной рады, то она позиционировала себя как территориальный орган, проводящий на Украине революционную политику Временного правительства. Кроме этих двух политических сил, фактической властью в своих регионах и на местах располагали советы рабочих, крестьянских и солдатских депутатов, а также «Исполнительные общественные комитеты», образованные по всей стране в первые дни революции из наиболее представительных региональных общественных организаций. В Киеве таким органом стал Киевский исполнительный комитет совета объединённых общественных организаций. В течение работы первого кабинета Временного правительства князя Львова центральное правительство именно их рассматривало как представительные органы местного самоуправления, игнорируя при этом Центральную раду. В частности, во время визита в Киев в мае 1917 года военного министра А. И. Гучкова он провёл встречи с представителями Совета объединённых общественных организаций, не проявив никакого интереса к Центральной раде. Приоритеты изменились с приходом во главу правительства А. Ф. Кренского.
Уже 20 марта (2 апреля) Временное правительство приняло постановление «Об отмене вероисповедных и национальных ограничений», в котором объявлялось о равенстве всех религий перед законом, отменялись все ограничения граждан в правах в зависимости от вероисповедания и национальности, декларировались свобода совести, право на получение начального образования на родном языке, местные языки допускались, хотя и в ограниченной мере, в суд и делопроизводство. Особое значение для Украины имел содержавшийся в Постановлении пункт об отмене черты оседлости. Ещё ранее Временным правительством был принят ряд мер, прямо касавшихся Украины: амнистия осуждённым галичанам, освобождение униатского митрополита Андрея Шептицкого, возобновление деятельности украинского культурно-просветительного общества «Просвита», открытие в Киеве украинской гимназии.
6—8 (19—21) апреля в Киеве состоялся Всеукраинский национальный съезд, на котором делегаты от различных украинских политических, общественных, культурно-образовательных и профессиональных организаций обсудили вопросы национально-территориальной автономии Украины, приняли решение о создании органа государственной власти и выработке проекта автономного статута Украины. В резолюции съезда было заявлено: «В соответствии с историческими традициями и современными реальными потребностями украинского народа, съезд признаёт, что только национально-территориальная автономия Украины в состоянии удовлетворить чаяния нашего народа и всех других народов, живущих на украинской земле».
Как отмечает М. В. Соколова, уже резолюция этого съезда отражала известную эскалацию требований к Временному правительству. Хотя авторы резолюции вслед за правительством признали, что основные проблемы, стоящие перед страной, могут обсуждаться и решаться только Учредительным собранием, однако требование, чтобы в будущей мирной конференции участвовали «кроме представителей воюющих держав, и представители народов, на территории которых происходит война, в том числе и Украины», явно говорило о намерении превратить Украину в субъект международного права, что уже выходило за рамки программы автономии.

### Военный аспект
На территории Украины в этот период располагался Юго-Западный фронт и часть Румынского фронта, созданного в 1916 году. Согласно статистическим данным, на начало 1917 года из 6,798 млн военнослужащих действующей российской армии и 2,260 млн, находившихся в запасных частях, украинцы составляли 3,5 млн. Треть российской армии (25 корпусов) размещалась на Украине. Юго-Западный фронт на 1 апреля 1917 года насчитывал 2,315 млн солдат и офицеров, а с тыловыми частями и органами — 3,265 млн, из которых 1,2 млн составляли украинцы. Румынский фронт насчитывал 1007 тыс., а с тыловыми частями — 1500 тыс. солдат и офицеров, 30 % которых составляли украинцы. В прифронтовых и ближайших тыловых городах, по некоторым подсчётам, находилось 44 гарнизона, насчитывавших 452,5 тыс. солдат и офицеров. Утверждается, что на Черноморском флоте украинцы составляли около 65 % личного состава, а русские — 28 %.
Решительное требование «немедленного провозглашения особым актом принципа национально-территориальной автономии» содержалось в решениях Первого Всеукраинского военного съезда (5—8 (18—21) мая), прошедшего по инициативе новой общественно-политической организации — Украинского военного клуба имени гетмана Павла Полуботка, которым руководил Н. Михновский. На съезд съехались со всех фронтов, флотов, гарнизонов и военных округов всей Российской империи более 700 делегатов. Съезд также высказался за «немедленное назначение при Временном правительстве министра по делам Украины», реорганизацию армии по национально-территориальному принципу, формирование украинской национальной армии, а требование «украинизации» Черноморского флота и отдельных кораблей Балтийского флота, по мнению М. В. Соколовой, не только далеко выходило за рамки концепции автономии, но и содержало явные претензии на полное владение Черноморским флотом и раздел Балтийского флота.

## Визит делегатов Центральной рады в Петроград в мае 1917 года
Заручившись такой поддержкой Всеукраинского войскового съезда, а по оценке ряда историков — подталкиваемая к более решительным действиях радикализмом делегатов прошедших в Киеве украинских съездов, Рада решилась на прямые переговоры с Временным правительством по вопросу легитимизации собственного положения, приняв на своём заседании 9 (22) мая решение о направлении в Петроград полномочной делегации для обсуждения вопроса об автономии Украины. В украинской историографии майский визит делегации Рады в Петроград рассматривается как попытка Центральной рады добиться автономии Украины законным путём и как отказ Временного правительства в решении этого вопроса.
Докладная записка Центральной рады Петросовету и Временному правительству
На основе резолюций съездов был подготовлен и утверждён Центральной Радой 11 (24) мая подготовила «Наказ делегации Центральной Рады к Временному правительству». Документ, состоявший из тринадцати пунктов, послужил прототипом документа, получившего конечное название «Докладная записка делегации Украинской Центральной Рады Коалиционному Министерству и Исполнительному Комитету Совета рабочих и солдатских депутатов» и который был в конечном итоге вручён в Петрограде делегацией Рады центральному правительству.
Как видно из названия документа, Рада решила обратиться одновременно к двум центрам власти — и к Временному правительству, и к Петросовету, причём контактам с Петросоветом Рада уделяла первоочередное внимание. Вот как об этом вспоминал В. К. Винниченко:

Делегация… желала прежде всего с русской демократией выяснить дело, то есть с действительной властью. Поэтому мы и добивались так переговоров с Советом Депутатов. Как представители демократии мы искали понимания и выяснения у демократии. И с этой целью делегация… для русской демократии разъясняла ситуацию, выставляла требования украинства и мотивировала их.— Винниченко В. К. Відродження нації. Ч. I. С. 159
Этим же объясняется терминология, превалирующая в Записке: «российская буржуазия», «революционная демократия», «идеи социализма», «промышленный и торговый капитал… в руках русской, еврейской, французской буржуазии. Большинство аграрной буржуазии состоит из поляков, русских… Эксплуатируемые же классы населения — украинцы» — сводя межэтнические отношения к классовым, Центральная рада хотела показать Петросовету собственную социальную близость и заручиться его признанием.
Начинался документ преамбулой, в которой перечислялись претензии Центральной рады к местным киевским органам власти, прежде всего к Киевскому совету рабочих и солдатских депутатов, которые чинят препятствия «делу украинского народа». Далее шли девять пунктов требований, первым из которых писалось, что «от Временного правительства ожидается выражение в том или другом акте принципиально-благожелательного отношения» к лозунгу автономии. Вторым пунктом шло требование участия «представителей украинского народа» в международном обсуждении «украинского вопроса», причём предлагалось немедленно «предпринять подготовительные практические шаги по сношению с зарубежной Украиной». Третьим пунктом вместо учреждения во Временном правительстве поста министра по делам Украины предлагалось назначить «особого комиссара», причём предусматривалось наличие такого же комиссара и со стороны Рады (четвёртый пункт). Пятый пункт докладной записки гласил: «В интересах поднятия боевой мощи армии и восстановления дисциплины необходимо проведение в жизнь выделения украинцев в отдельные войсковые части как в тылу, так, по возможности, и на фронте» — это был фактически первый шаг к созданию собственной армии — и значит, самостоятельного государства. Остальные пункты предусматривали распространение украинизации начальной школы на среднюю и высшую «как в отношении языка, так и предметов преподавания» (6-й пункт); украинизацию гражданской, военной и церковной администрации (7-й пункт); субсидирование украинских властных структур из центра (8-й пункт), амнистию или реабилитацию репрессированных лиц украинской национальности, разрешение на беспрепятственный въезд и выезд в/за пределы России галичан, подданных Австро-Венгрии (9-й пункт). Центральная рада претендовала на включение в состав украинской автономной области девяти губерний бывшей Малороссии и Новороссии — Харьковской, Полтавской, Черниговской, Киевской, Подольской, Волынской, Херсонской, Екатеринославской и Таврической.
Состав делегации
В Петроград направилась делегация УЦР во главе с В. К. Винниченко и С. Ефремовым.
Заведомо невыполнимый (в некоторых пунктах — например, требование допуска представителей от «украинского народа» на предстоящую мирную конференцию), конфронтационный и антирусский тон Записки, содержащей, кроме прямых обвинений в адрес местных органов власти в Киеве, завуалированные угрозы в адрес общероссийской власти (саботаж общероссийских государственных задач, намёки на возможную дезорганизацию армии, открытие фронта неприятелю и сецессию — «Россия и без того находится в угрожающем положении… а что будет, если мы отделимся от вас…») привели к тому, что Записка не нашла понимания ни в Петросовете, ни во Временном правительстве. После трёхдневных попыток делегации Рады добиться от Петросовета рассмотрения Записки, последний ответил отказом. Член Петросовета И. Г. Церетели вспоминал, что причиной тому был именно конфликтный тон, взятый авторами Записки.
16 (29) мая делегация была принята председателем Временного правительства, которому была вручена Докладная записка.
Докладная записка была рассмотрена на заседании Юридического совещания Временного правительства, однако внятного, чёткого решения по поводу выставленных требований принято не было. Как пишет М. В. Соколова, в ходе обсуждения возобладала установка, которая потом определила политику Временного правительства, — установка на пассивное ожидание. Временное правительство считало Раду не более чем общественной организацией — как указало юридическое совещание меморандум Центральной рады был документом «организации, по способу своего образования не могущей притязать на права представительства всего населения Украины» — и в этот период вообще недооценивало сепаратистские настроения на Украине. Правительство возражало против немедленного учреждения автономии в принципе, полагая, что этот вопрос, как и вопрос определения границ Украины, подлежит исключительному ведению образуемого всенародным избранием Учредительного собрания.
Не найдя взаимопонимания с Временным правительством и Петросоветом, делегация вернулась в Киев. Однако руководящее ядро Центральной рады продолжало форсировать вопрос об автономии, ссылаясь на многочисленные требования общеукраинских съездов крестьян, военнослужащих и т. п..
Историк Д. Я. Бондаренко писал, что причиной провала майских переговоров об автономии Украины было то, что Временное правительство и Центральная рада «говорили на разных языках» — Правительство руководствовалось юридическими принципами и законностью принимаемых решений, а Рада — «революционной целесообразностью», ставя собственные узконациональные интересы выше общегосударственных.

## Первый универсал Центральной рады. Создание Генерального секретариата. Ответ Временного правительства — воззвание «Гражданам Украины»
Неудачные переговоры в Петрограде подтолкнули УЦР к более решительным действиям. 3 (16) июня было опубликовано Правительственное сообщение об «отрицательном решении по вопросу об издании акта об автономии Украины». В тот же день на Четвёртом общем собрании Центральной рады было решено обратиться к украинскому народу с призывом «организоваться и приступить к немедленному заложению фундамента автономного строя на Украине».
5 (18) июня в Киеве открылся новый, 2-й Всеукраинский военный съезд, созванный вопреки запрету военного министра А. Керенского, который, однако, не принял никаких мер для реализации своего запрета. Съезд прошёл в духе откровенной пропаганды сепаратизма. Выступая перед участниками съезда 7 (20) июня, В. Винниченко дал понять, что лозунг автономии Украины в рамках России, отказ от насильственных мер в защиту национальных требований — это лишь временные, тактические ходы. 10 (23) июня на заседании Комитета Центральной рады был принят и в тот же день обнародован на военном съезде Первый Универсал, провозгласивший в одностороннем порядке национально-территориальную автономию Украины в составе России. Законодательным органом объявлялось Всенародное украинское собрание (Сейм), избираемое всеобщим равным, прямым, тайным голосованием, при этом ясно давалось понять, что его решения будут иметь приоритет над решениями Всероссийского учредительного собрания. Центральная рада брала на себя ответственность за текущее состояние дел на Украине, для обеспечения её деятельности вводились дополнительные сборы с населения Украины. Как указывает историк Орест Субтельный, в условиях, когда неспособность Временного правительства осуществлять управление страной становилась всё более очевидной, издание Центральной радой своего Первого Универсала имело целью получить признание в качестве наивысшей политической силы на Украине.
В резолюциях Второго военного съезда содержались существенные дополнения к концепции украинизации армии — помимо выделения украинцев в отдельные части, теперь уже речь шла и о создании национально-территориальной армии. Вот что говорилось в резолюции съезда, адресованной Временному правительству, «Для укрепления войсковых частей в единое целое необходима немедленная национализация украинской армии; все офицеры и солдаты должны быть выделены в отдельные части. На фронте выделение должно происходить постепенно, а что касается флота на Балтийском море, то необходимо укомплектовывать некоторые корабли украинскими командами. В Черноморском флоте, который состоит преимущественно из украинцев, дальнейшее пополнение следует производить исключительно украинцами». Фактически такая резолюция означала начало организации национальной армии.
Ответом Временного правительства на Первый универсал стало воззвание «Гражданам Украины» (16 (29) июня), в котором фактически было повторено Правительственное сообщение от 3 (16) июня. В тот же день, 16 (29) июня, Центральная рада создала Генеральный секретариат — свой исполнительный орган. В Декларации Генерального секретариата, провозглашённой 16 (29) июня, создаваемому секретариату по военным делам была поставлена задача «украинизации армии, как в тылу, так, по возможности, и на фронте, приспособления военных округов на территории Украины и их структуры к потребностям украинизации армии… Правительство считает возможным продолжить способствовать более тесному национальному объединению украинцев в рядах самой армии или комплектованию отдельных частей исключительно украинцами, насколько такая мера не будет вредить боеспособности армии».
Рада в Декларации Генерального секретариата была названа «высшим не только исполнительным, но и законодательным органом всего организованного украинского народа».

## Киевские переговоры делегации Временного правительства. Компромисс. Второй универсал
28 июня (11 июля) в Киев прибыла делегация Временного правительства в составе А. Керенского, И. Церетели, М. Терещенко с целью наладить отношения с Центральной радой. Делегация заявила, что правительство не будет возражать против автономии Украины, однако просит воздержаться от одностороннего декларирования этого принципа и оставить окончательное решение Всероссийскому учредительному собранию. Переговоры закончились соглашением, основанным на взаимных уступках. Самый значительный шаг навстречу Раде со стороны Временного правительства состоял в том, что было признано право на самоопределение за «каждым народом». 2 (15) июля из Петрограда в Киев пришла телеграмма с текстом правительственной декларации, где говорилось о признании Генерального секретариата как высшего распорядительного органа Украины, а также о том, что правительство благосклонно отнесётся к разработке Украинской радой проекта национально-политического статута Украины. В ответ Центральная рада 3 (16) июля провозгласила Второй Универсал, текст которого был согласован с делегацией Временного правительства, в котором было заявлено, что «мы, Центральная Рада,… всегда стояли за то, чтобы не отделять Украину от России». Генеральный секретариат объявлялся «органом Временного правительства», признавалась необходимость пополнения Рады за счёт представителей других национальностей, проживающих на территории Украины, и, самое главное, декларировалось, что Рада выступает решительно против самовольного объявления автономии Украины до Всероссийского учредительного собрания. По военному вопросу фактически принималась точка зрения Временного правительства о возможности прикомандирования представителей Украины к кабинету военного министра и Генштабу, при этом вопрос об «украинизации» армии отходил на второй план.

## Правительственный кризис 3-го июля
Однако подобное фактическое «предрешение» государственного устройства российского государства вызвало правительственный кризис, выразившийся в протестной отставке министров-кадетов, совпавшее по времени с антиправительственными выступлениями в Петрограде. Возможно в результате этих событий, но к августу 1917 года позиция Временного правительства по украинскому вопросу ужесточилась.

## Переговоры о статусе Генерального секретариата. Ужесточение позиции Временного правительства

Границы автономной Украины выделены красным цветом

Чуть ранее, в середине июля, Петроград для утверждения Временным правительством состава Генерального секретариата посетила украинская делегация, которая привезла с собой Статут высшего управления Украиной (в окончательном варианте — Статут Генерального секретариата), в преамбуле которого говорилось, что Центральная Рада является органом революционной демократии всех народов Украины, её цель — окончательное введение автономии Украины, подготовка Всеукраинского и Всероссийского учредительных собраний. Украинская версия документа была отвергнута. Вместо неё 4 (17) августа Временное правительство утвердило «Временную инструкцию Генеральному секретариату», согласно которой Генеральный секретариат превращался в краевой орган Временного правительства. За Генеральным секретариатом закреплялись пять неполных губерний, границы которых примерно соответствовали историческим границам Украины XVI — XVII веков (то есть восточной окраины польских Коронных земель, исключая Запорожье), охватывая Левобережную Украину (Черниговская и Полтавская губернии), Правобережную Украину (Киевская губерния), Подолье (Подольская губерния) и Волынь (Волынская губерния). Северная часть Черниговской губернии (Стародубщина), исторически связанная с Украиной (не относилась к Поднепровской Украине, являясь частью Русского государства, затем в 1618 году захвачена Речью Посполитой, где вошло в состав княжества Литовского, однако, в отличие от других литовских (белорусских) территорий, затем присоединилось к Гетманщине), под власть Генерального секретариата не попала, но, одновременно с этим, из-за несоответствия губернских границ историческим, под его власть попала часть Константиноградского уезда Полтавской губернии. Центральная рада предъявляла претензии и на другие губернии, не являвшиеся исторически Украиной, расположенные на Слобожанщине (до XVIII века — Крымская украйна, в составе Русского государства с 1503 года, колонизировалась со второй половины XVI века) и Новороссии (включая бывшие земли запорожского низового казачества, лишившегося особо статуса из-за поражения в Северной войне и в конечном итоге переселённого на Кубань), где малоруссы составляли большинство населения: Харьковская, Таврическая, Екатеринославская и Херсонская губернии. Временное правительство признавало их «не связанными с малороссийским народом». Не стала частью автономной Украины и выделенная в 1915 году из состава Царства Польского Холмская губерния. Из компетенции Секратариата изымались внешние сношения, военное дело, продовольственные, судебные дела, пути сообщения, почт и телеграфов. Количество генсекретарей таким образом уменьшалось до семи, вводилось квотирование по национальному признаку; не менее четырёх[уточнить] из семи генсекретарей должны были быть неукраинцами. При Временном правительстве утверждалась должность комиссара по Украине. В документе Временного правительства не было ни малейшего упоминания об июльской договорённости. Давление Временного правительства не ограничилось утверждением правительственной «Инструкции», так, чуть ранее, 26 июля (8 августа) в Киеве донские казаки и кирасирский полк совершили вооружённую провокацию против полка им. Богдана Хмельницкого, вследствие которой было убито 16 и ранено 30 богдановцев.
Рада в своей резолюции от 9 (22) августа охарактеризовала Временную инструкцию как свидетельство «империалистических тенденций русской буржуазии в отношении Украины» и явочным порядком провозгласила автономию Украины в составе девяти губерний, учредила Кабинет генеральных секретарей и создала постоянно действующую Малую раду, члены которой должны были заниматься всеми вопросами в перерывах между созывами Центральной рады, и демонстративно отказалась посылать делегатов своих делегатов на Московское государственное совещание. Содержащийся же в резолюции призыв к «организованной борьбе… трудящихся масс населения всей Украины» свидетельствовал о явной эскалации противостояния Киева и Петрограда.

## В дни корниловского выступления
Не улучшились отношения между Радой и Временным правительством и после выступления генерала Корнилова. Рада осудила попытку путча, но, заявив, что Временное правительство является единственным законным правительством в России, тут же объявила, что на Украине таковой властью являются Центральная рада и Генсекретариат.
При этом сама Центральная рада в этот период являлась не полноценным государственным органом, а лишь своеобразным общественным институтом, который, однако, очень умело используя трудности и колебания Временного правительства, последовательно шёл к своей цели. Не было реальной власти и у Генерального секретариата. Государственные учреждения его игнорировали, деятельность его не финансировалась, а налоги, как и прежде, шли в российскую казну.
В сентябрьской Декларации Генсекретариата об июльском соглашении уже не упоминалось — этим документом на Украине явочным порядком вводилась та самая структура управления, на которую Временное правительство наложило запрет своей «Инструкцией» от 4 (17) августа. Более того, в Декларации указывалось, что секретариату по военным делам (создание которого Временное правительство однозначно запретило) должно быть предоставлено право назначения и отстранения «военных чинов в военных округах на территории Украины и во всех украинских войсковых частях», при этом за «высшей военной властью» признавалось лишь чисто формальное право «утверждения» этих распоряжений украинских властей. В ответ Временное правительство, ссылаясь на отсутствие официального постановления об учреждении Центральной рады, приняло решение считать саму Центральную раду, Генсекретариат, а заодно и свою Инструкцию от 4 августа «несуществующими». Спустя неделю Временное правительство попыталось вызвать в Петроград «для личных объяснений» трёх руководителей Рады — В. К. Винниченко (председателя Генсекретариата), А. Н. Зарубина (генерального контролера) и И. М. Стешенко (генерального секретаря). Рада этот вызов игнорировала, заявив, что «не допустит следствия над украинским революционным народным учреждением». В резолюции, принятой в этот же период Всеукраинской радой военных депутатов, содержался призыв «игнорировать» назначение Временным правительством комиссара города Киева и считать недопустимыми любые назначения на посты в Киевском военном округе без ведома Центральной рады, а также запрещалось выполнять распоряжения любого должностного лица, назначенного без согласования с Центральной радой. Это был прямой шаг к развалу единой государственности, ещё до Октябрьской революции и свержения Временного правительства.

## В дни Октябрьской революции. Третий универсал
20 октября (2 ноября) в Киеве начал работу Третий Всеукраинский военный съезд. На съезде один из лидеров украинских эсеров выступил с критикой по поводу компромиссной политики Центральной рады, а также призвал «образовать собственными силами Украинскую Демократическую Республику», В. Винниченко заявил, что генеральные секретари не являются чиновниками Временного правительства, а сам Генеральный секретариат неподотчетен Временному правительству, а только украинской демократии, которая его породила.
23 октября (5 ноября) Центральная рада санкционировала создание Всеукраинского военно-революционного комитета с участием в нём большевиков. После получения известий о начавшемся в Петрограде и Москве захвате власти большевиками, Рада вступила в соглашение со структурами советов по вопросу образования власти на «однородной социалистической основе». На Украине, в отличие от других регионов российского государства, практически не сложилось единых центров антибольшевистского сопротивления в лице объединения гражданских и военных властей. Наоборот, украинские социалисты разных оттенков и большевики фактически выступили единым фронтом против Временного правительства.
7 (20) ноября Центральная рада издала третий универсал, в котором Украина в составе всех девяти губерний провозглашалась «народной республикой в составе Российской федеративной республики», по сути повторялся большевистский Декрет о земле, вводился государственный контроль над производством и 8-часовой рабочий день.